# Jiří Prskavec
Jiří Prskavec (ur. 18 maja 1993 w Mielniku) – czeski kajakarz górski, brązowy medalista igrzysk olimpijskich, czterokrotny mistrz świata, ośmiokrotny mistrz Europy.

## Igrzyska olimpijskie
W 2016 roku na igrzyskach olimpijskich w Rio de Janeiro zdobył brązowy medal w rywalizacji jedynek. W finale dostał dwie sekundy, ale jego czas pozwolił na zajęcie trzeciego miejsca. Do zwycięzcy – Josepha Clarka – stracił 0,46 sekundy, zaś do Petera Kauzera – 0,29 sekundy W 2021 w Tokio wywalczył złoty medal w konkurencji K-1.